# Костусовые
Костусовые (лат. Costaceae) — семейство однодольных цветковых растений порядка Имбирецветные (Zingiberales).

## Биологическое описание

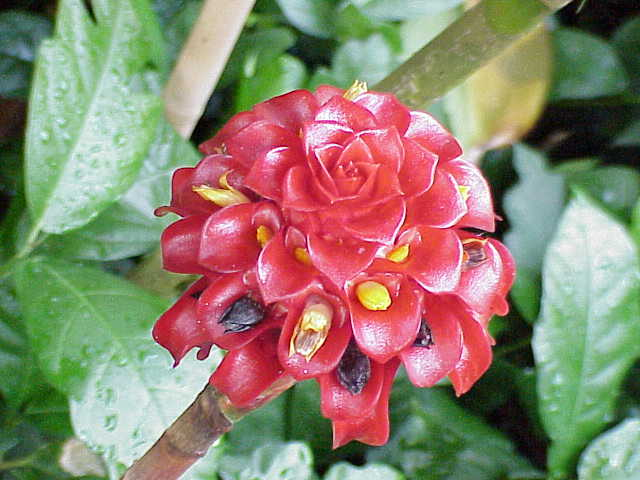
Tapeinochilos ananassae

Костусовые отличаются от остальных имбирецветных тем, что, во-первых, имеют 5 сросшихся стаминодиев, а не 2, и, во-вторых, не содержат ароматических масел.
Мясистое корневище несет придаточные корни, способные образовывать клубни. Простые листья цельные и расположены по спирали, при этом основание стебля всегда лишено листьев. Основания листьев образуют замкнутую камеру с лигулой (язычком), которая может выступать за пределы камеры.
Цветки одиночные или собраны в соцветия. Соцветие — терминальная головка или колос (за исключением рода Monocostus). Сросшиеся стерильные тычинки образуют большую лепесткоподобную губу (лабеллум), которая выполняет роль привлечения опылителей.
Плод — ягода или коробочка.

## Распространение
Встречаются во всех тропических областях земного шара: в Азии, Африке, Центральной и Южной Америке.

## Таксономия

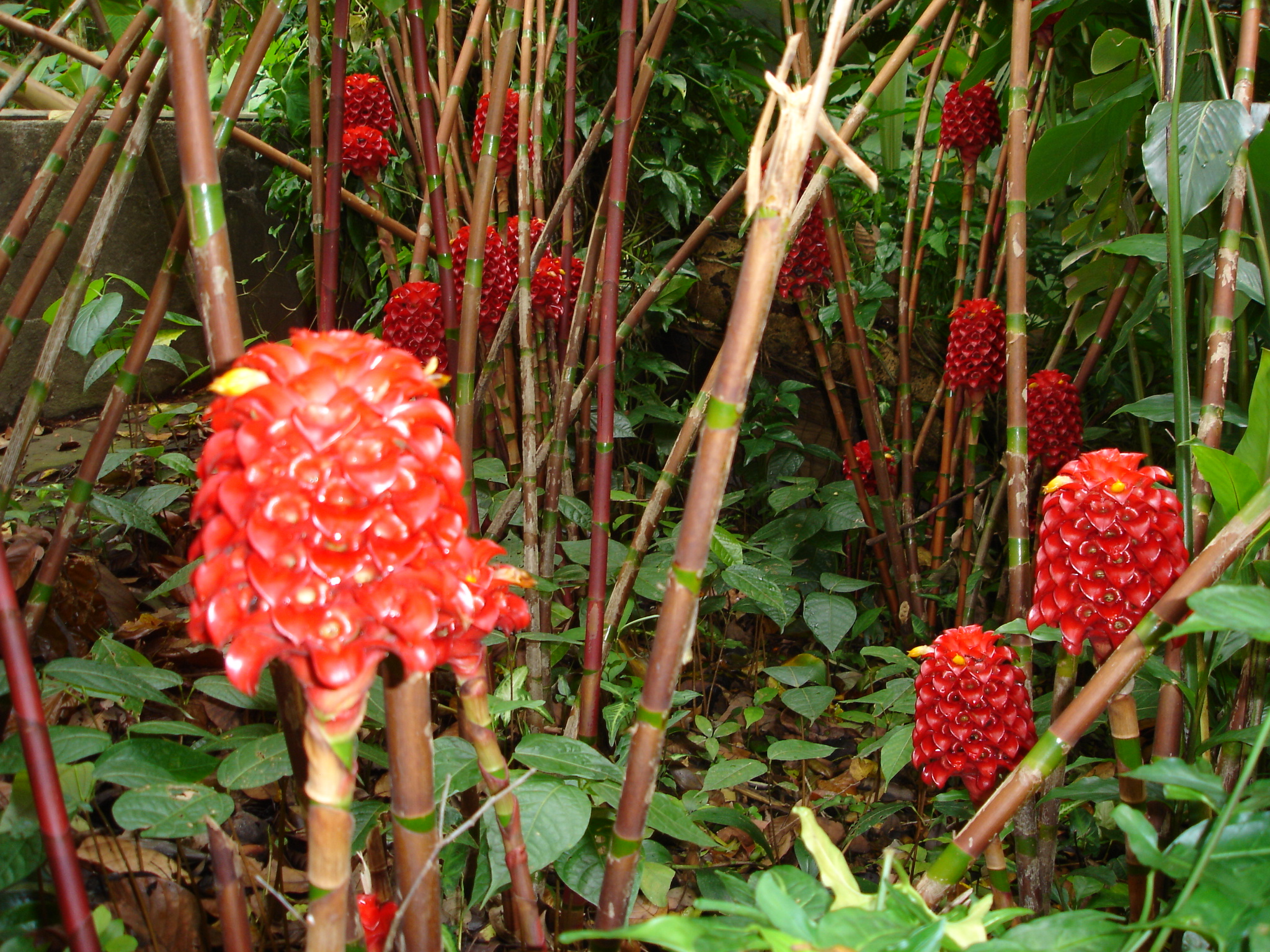
Tapeinochilos ananassae

Семейство Костусовые включает 7 родов и 139 видов:
- Chamaecostus C.D.Specht & D.W.Stev. включает 7 видов
- Cheilocostus C.D.Specht — 5 видов
- Costus L. — Костусtypus — 105 видов
- Dimerocostus Kuntze — Димерокостус — 3 вида
- Monocostus K.Schum. — Монокостус — 1 вид: Monocostus uniflorus (Poepp. ex Petersen) Maas — Монокостус одноцветковый
- Paracostus C.D.Specht — 2 вида
- Tapeinochilos Miq. — Тапейнохилус — 16 видов